# الجزایر ۱۲۱۳
سیارک ۱۲۱۳ (به انگلیسی: 1213 Algeria، نامگذاری:1931XD) هزار و دویست و سیزدهمین سیارک کشف شده‌است که در ۵ دسامبر ۱۹۳۱ و در الجزیره کشف شد.
قدر مطلق سیارک برابر ۱۰٫۸۰ است.
قطر این سیارک ۱۲۱۳ فوت(۳۷۰ متر) تخمین زده شده است و با سرعتی نزدیک به ۱۸۷۰۰ مایل در ساعت از نزیکی زمین عبور خواهد کرد. این سیارک که در سال ۲۰۲۰ کشف شد هر ۳۸۱ روز یک دور کامل به دور خورشید می‌چرخد و برآورد می‌شود که رویارویی بعدی با زمین را در تاریخ دهم اوت ۲۰۲۱ داشته باشد.